# 11ミリオン・ジョブ
『11ミリオン・ジョブ』（イレブン・ミリオン・ジョブ、原題：Empire State）は、2013年制作のアメリカ合衆国の映画。日本では劇場未公開。
1982年に実際に起きた、当時のアメリカ犯罪史上最高額の1100万ドル強奪事件を基にした犯罪映画。

## あらすじ
正義感が強く親思いの優しい青年クリスは警察官志望だったが、過去に友人のエディが起こした犯罪に巻き込まれて前科が付いたため果たせず、地元の警備会社に就職する。
ある日、クリスは相棒のトニーと現金を輸送中に2人組の強盗に襲われ、トニーは死亡、クリスも銃弾を浴びたが、防弾チョッキのおかげでかすり傷で済んだ。
会社からトニーの家族へ見舞金が支払われたが、会社は金額をごまかし、本来5万ドルのところを5千ドルしか払わなかった。会社の対応に憤りを感じたクリスは、会社に対する不満をエディに愚痴る。会社のセキュリティの甘さを知ったエディは大金強奪を計画、クリスも誘う。
クリスは自らが夜勤の担当の時に強盗を行う計画を立てる。しかし計画実行当日、予期せぬ出来事が起こる。

## キャスト
| 役名                     | 俳優                       | 日本語吹替 |
| ------------------------ | -------------------------- | ---------- |
| クリス・ポタミティス     | リアム・ヘムズワース       | 小松史法   |
| ジェームズ・ランソン刑事 | ドウェイン・ジョンソン     | 楠大典     |
| ナンシー・マイケリデス   | エマ・ロバーツ             | 吉岡さくら |
| エディ                   | マイケル・アンガラノ       | 川田紳司   |
| トミー                   | ポール・ベン＝ヴィクター   | 石住昭彦   |
| スピロ                   | クリス・ディアマントポロス | 保村真     |
| リゼット                 | ニッキー・リード           |            |
| ジミー                   | ジェリー・フェレーラ       |            |
| トニー                   | マイケル・リスポリ         |            |

吹替その他、佐々木啓夫、戸張美里、武田幸史、野川雅史、田丸裕臣、宮本崇弘、石原あや子、山口理恵